# Mezquitita
Mezquitita är en ort i Mexiko.   Den ligger i kommunen Culiacán och delstaten Sinaloa, i den västra delen av landet, 1 000 km nordväst om huvudstaden Mexico City. Mezquitita ligger 88 meter över havet och antalet invånare är 293.
Terrängen runt Mezquitita är platt åt sydväst, men åt nordost är den kuperad. Runt Mezquitita är det ganska tätbefolkat, med 155 invånare per kvadratkilometer. Närmaste större samhälle är Culiacán, 14,4 km sydväst om Mezquitita. I omgivningarna runt Mezquitita växer huvudsakligen savannskog.